# Corneille van Aarsen (Surinam)
Pour les articles homonymes, voir Corneille van Aarsen.
Corneille van Aarsen (La Haye, 20 août 1637 - Paramaribo, 19 juillet 1688) est gouverneur au Suriname.

## Biographie
Fils de Corneille van Aarsen et gendre d'Alexandre du Puy-Montbrun, il fut massacré par ses[pas clair] troupes en 1688. Il avait un fils qui servit dans la marine, et mourut avec le rang de vice-amiral.
Van Aerssen van Sommelsdijck était un seigneur de Sommelsdijk, Epen, Zaltbommel, Spijk. À travers sa femme française Magaret,
il était Marquis de Montbrun-les-Bains et de Ferrassières.
Il était la quatrième génération d'une lignée de politiques hollandais. Après une carrière politique au Pays-Bas en 1653, il se fatigua des affaires publiques hollandaises.
Il acquit un tiers de part de la société du Suriname, les autres actionnaires étaient la  Compagnie néerlandaise des Indes occidentales et de la ville d'Amsterdam. En ce temps le Suriname était une  très petite colonie.
Van Aerssen van Sommelsdijck arriva à  Paramaribo le 27 novembre 1683, et découvrit que la colonie est délaissée. Il commença à encouragé les Huguenots et Labadistes à s'installer et commencé les plantations au Suriname. En 1686, Il fit la paix avec les tribus Amérindiennes.
En ordre à développer le Suriname, il apporta 300 soldats. L'ivresse et la désorganisation des soldats n'a pas été apprécié par Van Aeressen van Sommelsdijck qui commença à imposé des règles aux soldats. Les soldats commencèrent à  se plaindre à propos de leurs soldes et rations. Les soldats commencèrent à se plaindre à propos de leurs soldes et rations.
Le 19 juillet 1688, une mutinerie commença, 20 soldats se rendirent à sa maison, et tua Van Sommelsdijck et son assistant Laurens Verboom.
Pendant sa vie, il était selon la rumeur être l'une des personnes les plus riches d'Amsterdam. Après sa mort, il se révèla qu'il avait d'immense dettes.
Sa fille Véronica marié à un aristocrate Écossais, et ses descendants comprennent Lord Cochrane, James Boswell, Terence O'Neill, Archibald Cochrane, Fred Again.